# Сударчиков, Анатолий Александрович
Анатолий Александрович Сударчиков (род. 3 сентября 1944, Башкирская АССР) — советский и российский артист цирка, иллюзионист, клоун. Народный артист Российской Федерации (2000).

## Биография
Родился 3 сентября 1944 года в Башкирии. С детства увлёкся фокусами, самостоятельно доставал книги о фокусах, изучал и пытался сам поставить номера. С ранних лет дружил со своей будущей женой и партнёршей по сцене Любовью Кузьминичной. Отслужил срочную службу в армии, службу проходил в Красноярске, где занимался в армейской самодеятельности. Демобилизовавшись, Анатолий остался в Красноярске, трудоустроился на заводе, где был организован народный цирк. В этой студии стал заниматься со своим первым педагогом Петром Яковлевичем Любаевым. Вскоре к нему приехала и Любовь Кузьминична, которая также активно стала помогать супругу в народной цирковой студии.
В 1969 году супруги Сударчиковы начали сотрудничество в коллективе «Поиск» из Ростова-на-Дону, выступали на манеже с номером «Танц-иллюзия», в котором сочетали интересные иллюзионные трюки с мгновенной трансформацией шести костюмов. В апреле 1970 года состоялся дебют в Вильнюсе, зрителям номер понравился. В дальнейшем выступали на многих цирковых сценах страны, гастролировали в других странах. Сударчиков был избран почетным членом Мексиканской ассоциации иллюзионистов. Сын Игорь продолжил цирковое дело своих родителей.

## Семья
Жена — Любовь Кузьминична Сударчикова (1947-2006), артистка цирка с 1969 года.
Сын — Игорь Сударчиков (р. 1966), артист цирка, акробат и иллюзионист.

## Награды и звания
- Народный артист Российской Федерации (2000)[3].
- Заслуженный артист Российской Федерации (1993).
- Лауреат Международного конкурса в Монте-Карло — «Серебряный клоун» (1995).

### Роли в кино
- 1987 — «Ещё одна улыбка» — иллюзионист (короткометражный фильм);